# Социјалдемократска странка „Хармонија“ (Летонија)
Социјалдемократска странка „Хармонија“ (летонски језик: Sociāldemokrātiskā Partija "Saskaņa") је политичка странка социјалдемократске оријентације у Летонији. Странка партиципира у Странци европских социјалиста, те у Прогресивној алијанси, глобалној мрежи социјалдемократских и прогресивних странака.
Тренутни лидер странке је Jānis Urbanovičs.